# Finn Tugwell
Finn Tugwell (Aarhus, 18 maart 1976) is een Deens tafeltennisser. Zijn beste resultaat is het brons in het dubbel op de Olympische Spelen van 2004 in Athene, samen met Michael Maze.
Tugwells hoogste notering op de ITTF ranglijst was 65e, in oktober 2004. Hij speelde in clubverband onder meer competitie in de Franse Pro A voor SAG Cestas.